# BBK Electronics

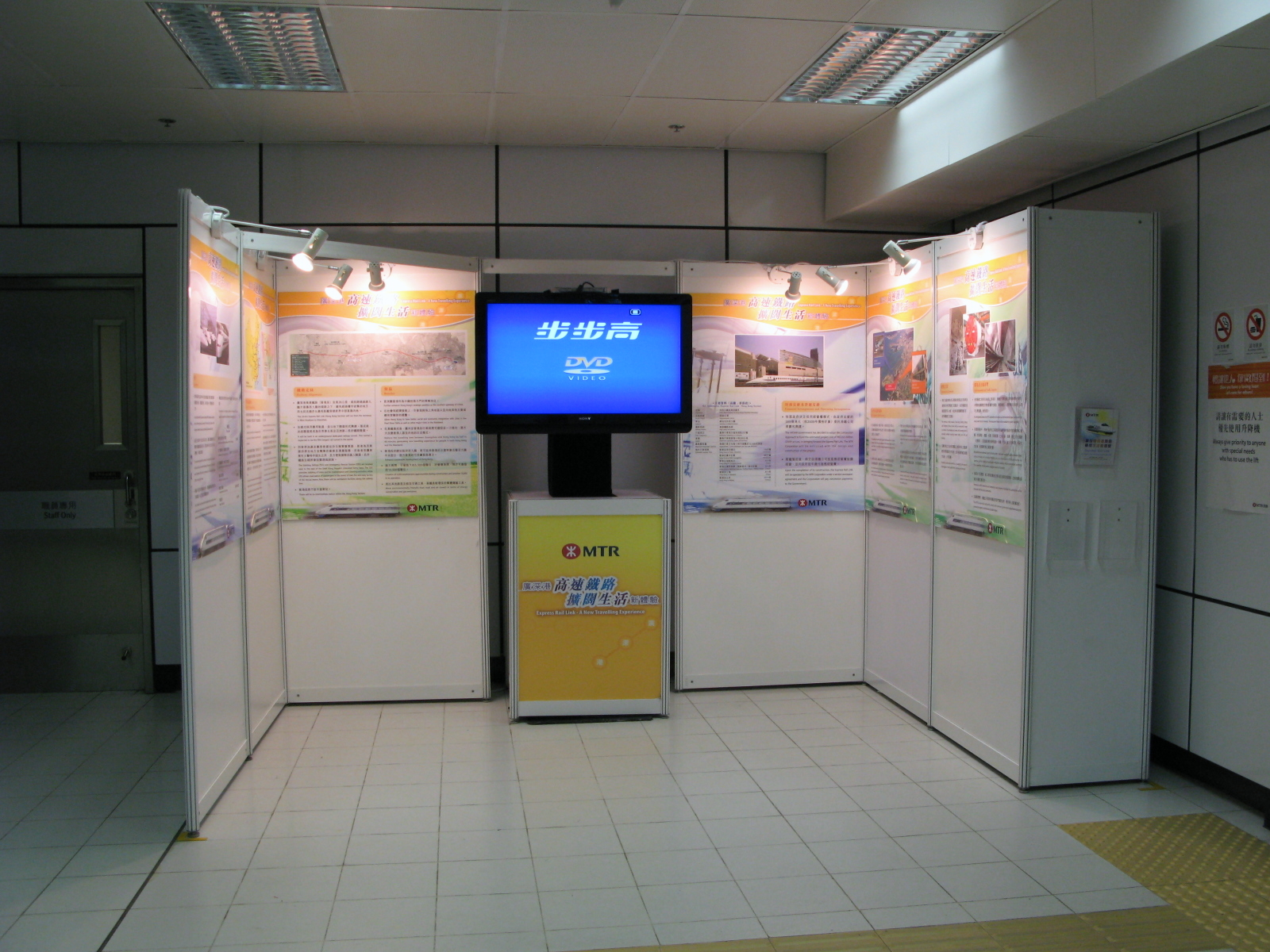
Guangzhou-Shenzhen-Hong Kong Express Rail Link Exhibit 200908

BBK Electronics (tiếng Trung: 广东步步高电子工业有限公司, Hán-Việt: Quảng Đông Bộ Bộ Cao Điện tử công nghiệp hữu hạn công ty) là một công ty đa quốc gia của Trung Quốc trong lĩnh vực điện tử chuyên thiết kế và chế tạo các sản phẩm TV, điện thoại thông minh, máy ảnh số, máy nghe nhạc MP3. Công ty sản xuất điện thoại di động mang nhãn hiệu OPPO, OnePlus, Realme, và Vivo, máy nghe nhạc Blu-ray, điện thoại di động, tai nghe nhạc tại công ty con OPPO Digital.
BBK Electronics có trụ sở và cơ sở sản xuất chính được đặt tại thị trấn Trường An, Đông Hoản. Công ty thành viên mới nhất của BBK Electronics là "iQOO".